# Simpsonovi (14. řada)
Čtrnáctá řada amerického animovaného seriálu Simpsonovi je pokračování třinácté řady tohoto seriálu. Byla vysílána na americké televizní stanici Fox od 3. listopadu 2002 do 18. května 2003. V Česku pak tato řada měla premiéru 7. září 2004 na ČT1. Řada má celkem 22 dílů.

## Seznam dílů
| Č. v seriálu | Č. v řadě | Původní název                     | Český název                      | Režie               | Scénář                                                            | Premiéra v USA     | Premiéra v ČR      | Produkční kód |
| ------------ | --------- | --------------------------------- | -------------------------------- | ------------------- | ----------------------------------------------------------------- | ------------------ | ------------------ | ------------- |
| 292          | 1         | Treehouse of Horror XIII          | Speciální čarodějnický díl       | David Silverman     | 1. část: Marc Wilmore 2. část: Brian Kelley 3. část: Kevin Curran | 3. listopadu 2002  | 7. září 2004       | DABF19        |
| 293          | 2         | How I Spent My Strummer Vacation  | Homerova rock'n'rollová brnkačka | Mike B. Anderson    | Mike Scully                                                       | 10. listopadu 2002 | 14. září 2004      | DABF22        |
| 294          | 3         | Bart vs. Lisa vs. the Third Grade | Bart versus Líza versus 3. A     | Steven Dean Moore   | Tim Long                                                          | 17. listopadu 2002 | 21. září 2004      | DABF20        |
| 295          | 4         | Large Marge                       | Veliká Marge                     | Jim Reardon         | Ian Maxtone-Graham                                                | 24. listopadu 2002 | 28. září 2004      | DABF18        |
| 296          | 5         | Helter Shelter                    | Zkáza domu Simpsonů              | Mark Kirkland       | Brian Pollack a Mert Rich                                         | 1. prosince 2002   | 5. října 2004      | DABF21        |
| 297          | 6         | The Great Louse Detective         | Kdo chce zabít Homera?           | Steven Dean Moore   | John Frink a Don Payne                                            | 15. prosince 2002  | 12. října 2004     | EABF01        |
| 298          | 7         | Special Edna                      | Úča roku                         | Bob Anderson        | Dennis Snee                                                       | 5. ledna 2003      | 19. října 2004     | EABF02        |
| 299          | 8         | The Dad Who Knew Too Little       | Výchova dívek v Americe          | Mark Kirkland       | Matt Selman                                                       | 12. ledna 2003     | 26. října 2004     | EABF03        |
| 300          | 9         | The Strong Arms of the Ma         | Namakaná máma                    | Pete Michels        | Carolyn Omineová                                                  | 2. února 2003      | 2. listopadu 2004  | EABF04        |
| 301          | 10        | Pray Anything                     | Chrám páně Simpsonův             | Michael Polcino     | Sam O'Neal a Neal Boushell                                        | 9. února 2003      | 9. listopadu 2004  | EABF06        |
| 302          | 11        | Barting Over                      | Bart na volné noze               | Matthew Nastuk      | Andrew Kreisberg                                                  | 16. února 2003     | 16. listopadu 2004 | EABF05        |
| 303          | 12        | I'm Spelling As Fast As I Can     | Speluji, jak nejrychleji dovedu  | Nancy Kruseová      | Kevin Curran                                                      | 16. února 2003     | 23. listopadu 2004 | EABF07        |
| 304          | 13        | A Star Is Born-Again              | Kráska a soused                  | Michael Marcantel   | Brian Kelley                                                      | 2. března 2003     | 30. listopadu 2004 | EABF08        |
| 305          | 14        | Mr. Spritz Goes to Washington     | Šáša míří do Washingtonu         | Lance Kramer        | John Swartzwelder                                                 | 9. března 2003     | 7. prosince 2004   | EABF09        |
| 306          | 15        | C.E.D'oh                          | Ředitel XXL                      | Mike B. Anderson    | Dana Gould                                                        | 16. března 2003    | 14. prosince 2004  | EABF10        |
| 307          | 16        | 'Scuse Me While I Miss the Sky    | Vraťte mi hvězdnou oblohu        | Steven Dean Moore   | Dan Greaney a Allen Glazier                                       | 30. března 2003    | 21. prosince 2004  | EABF11        |
| 308          | 17        | Three Gays of the Condo           | Čtyřprocentní trojka             | Mark Kirkland       | Matt Warburton                                                    | 13. dubna 2003     | 28. prosince 2004  | EABF12        |
| 309          | 18        | Dude, Where's My Ranch?           | Cesta z maloměsta                | Chris Clements      | Ian Maxtone-Graham                                                | 27. dubna 2003     | 4. ledna 2005      | EABF13        |
| 310          | 19        | Old Yeller-Belly                  | Starý zbabělec                   | Bob Anderson        | John Frink a Don Payne                                            | 4. května 2003     | 11. ledna 2005     | EABF14        |
| 311          | 20        | Brake My Wife, Please             | Zabrzděte moji ženu              | Pete Michels        | Tim Long                                                          | 11. května 2003    | 18. ledna 2005     | EABF15        |
| 312          | 21        | The Bart of War                   | Bartova válka                    | Michael Polcino     | Marc Wilmore                                                      | 18. května 2003    | 25. ledna 2005     | EABF16        |
| 313          | 22        | Moe Baby Blues                    | Vočko pečuje o malou             | Lauren MacMullanová | J. Stewart Burns                                                  | 18. května 2003    | 1. února 2005      | EABF17        |